# 眞鍋淳
眞鍋 淳（まなべ すなお、1954年〈昭和29年〉8月5日 - ）は、日本の実業家。第一三共株式会社代表取締役社長兼CEOを経て、同社代表取締役会長、公益財団法人第一三共生命科学研究振興財団理事長、公益財団法人鈴木万平糖尿病財団理事長。香川県出身。

## 経歴
東京大学農学部を卒業後、1978年に三共に入社。研究開発に従事した後、2005年に安全性研究所所長に就任。2007年に経営統合により第一三共に入社。2017年に代表取締役社長兼COOに就任。2019年に代表取締役社長兼CEOに就任。2023年に代表取締役会長兼CEOに就任。2025年代表取締役会長。

## 略歴
- 1977年（昭和52年）3月 - 東京大学農学部卒業[2]。
- 1978年（昭和53年）4月 - 三共株式会社入社[3]。
- 2005年（平成17年）7月 - 三共株式会社 安全性研究所所長[3]。
- 2007年（平成19年）4月 - 第一三共株式会社入社 安全性研究所所長[3]。
- 2009年（平成21年）4月 - 第一三共株式会社執行役員 研究開発本部プロジェクト推進部部長[4]。
- 2011年（平成23年）4月 - 第一三共株式会社執行役員 グループ人事、グループCSR担当[5]。
- 2012年（平成24年）4月 - 第一三共株式会社執行役員 戦略本部経営戦略部部長[6]。
- 2014年（平成26年）1月 - 一般社団法人日本毒性学会理事長[7]。
- 2014年（平成26年）4月 - 第一三共株式会社常務執行役員 日本カンパニープレジデント兼事業推進本部本部長[8]。
- 2014年（平成26年）6月 - 第一三共株式会社取締役常務執行役員 日本カンパニープレジデント兼事業推進本部本部長[9]。
- 2015年（平成27年）4月 - 第一三共株式会社取締役専務執行役員 国内外営業管掌[10]。
- 2016年（平成28年）4月 - 第一三共株式会社取締役副社長 総務・人事本部本部長兼メディカルアフェアーズ本部本部長[11]。
- 2016年（平成28年）6月 - 第一三共株式会社代表取締役副社長 総務・人事本部本部長兼メディカルアフェアーズ本部本部長[12]。
- 2017年（平成29年）4月 - 第一三共株式会社代表取締役社長兼COO[13]。
- 2019年（令和元年）6月 - 第一三共株式会社代表取締役社長兼CEO[14]。
- 2023年（令和5年）4月 - 第一三共株式会社代表取締役会長兼CEO
- 2025年（令和7年）4月 - 第一三共株式会社代表取締役会長

## 現職
- 第一三共株式会社代表取締役会長
- 公益財団法人第一三共生命科学研究振興財団理事長[15]
- 公益財団法人鈴木万平糖尿病財団理事長[16]
- 一般社団法人鈴木梅太郎博士顕彰会理事[17]
- 日本毒性病理学会評議員[18]